# بخاخ فليت

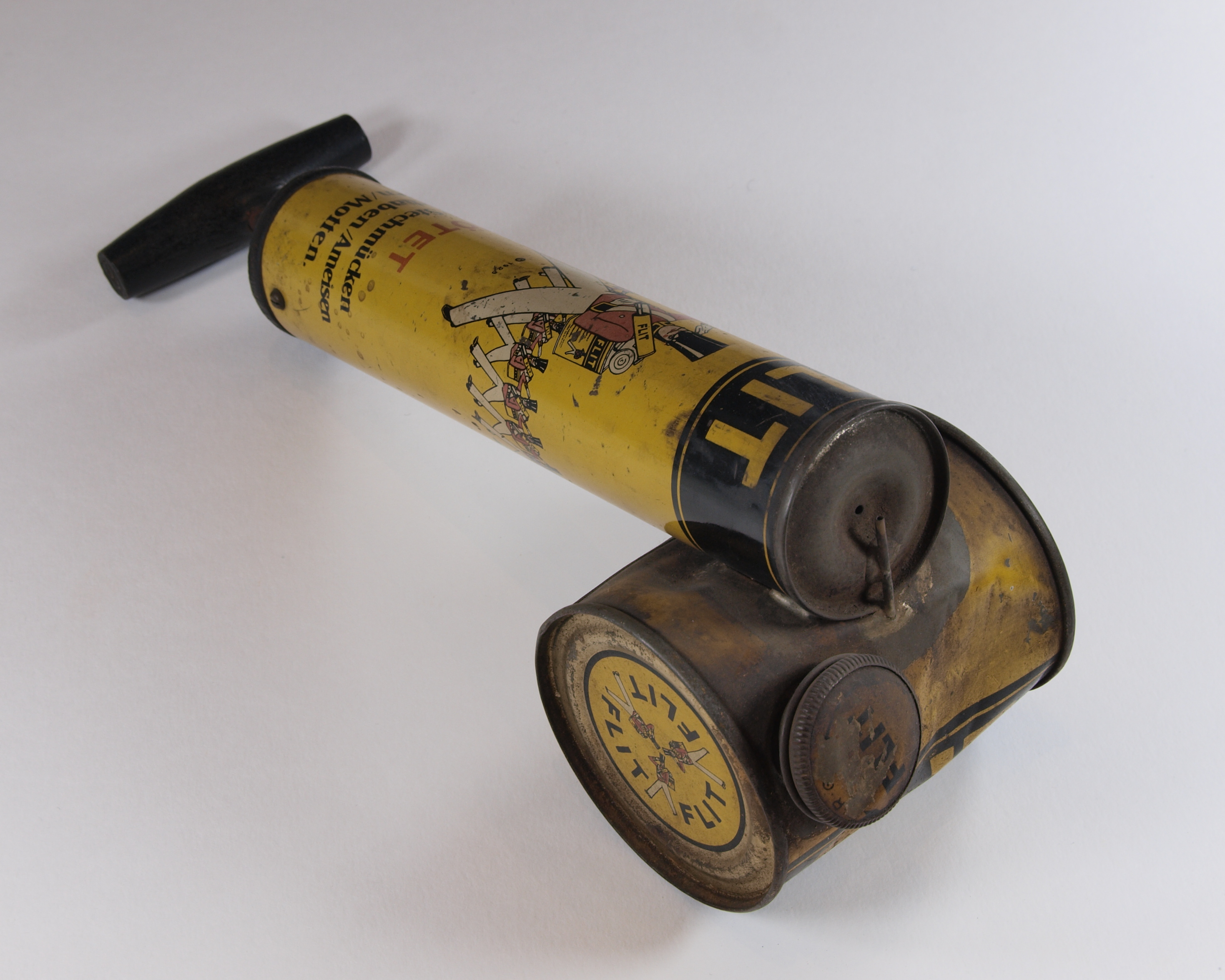

بخّاخ فليت هو مبيد حشري يتم بَخُّه يدويًا ويحمل اسم العلامة التجارية فليت، واستُخدِم للقضاء على الذباب والبعوض بين عامي 1928م - منتصف الخمسينات من القرن الماضي. على الرغم من تسميته باسم العلامة التجارية المعروفة فليت، إلّا أن اسم (بخّاخ فليت) أصبح عامًا ويُطلق على المبيدات الحشرية من هذا النوع. وفور انتشار علب رذاذ الضبوب (علب البخاخ المستعملة حاليًا) تم الإستغناء عن بخّاخات فليت القديمة.

## وصف التصميم
يتكون بخاخ فليت من أسطوانة مضخة هوائية مع مكبس يعمل يدويا لدفع الهواء من خلال فوهة في المقدمة. ويوجد أسفل مقدمة الاسطوانة الهوائية حاوية أسطوانية أفقية تعمل كخزان للمبيدات الحشرية السائلة، ويتم ضبط هذا الخزان على 90 درجة من الأسطوانة الهوائية. في الإصدارات المبكرة، يتم تأمين الخزان بشكل دائم بالمضخة ومجهز بغطاء لولبي قابل للإزالة ومغلف بحشوات للتعبئة. وفي الإصدارات اللاحقة المحسّنة، يتم تأمين خزان المبيدات الحشرية بالمضخة بمسمار خشن وختم من الفلين المركب أو ورق الحشية، بحيث يمكن فكه بسهولة للحشو.